# Пак Ынбин
Пак Ынбин (кор. 박은빈) — южнокорейская актриса. Пак дебютировала как актриса в детстве и в 2012 году получила свою первую главную роль в романтической драме о путешествиях во времени "Операция «Предложение»". Она снималась в таких телесериалах, как «Привет, мои двадцатые!» (2016—2017), «Лига горячих печей» (2019—2020), «Тебе нравится Брамс?» (2020), «Любовь короля» (2021) и «Необычный адвокат У Ён У» (2022).

## Карьера
Пак Ынбин дебютировала в возрасте пяти лет и снялась в многочисленных телесериалах в роли младших версий различных персонажей. Свою первую главную роль она сыграла в романе о путешествии во времени "Операция «Предложение» (2012).
После «Операции „Предложение“» Ынбин играла роли второго плана, пока не получила признание благодаря роли в молодежном сериале о молодых девушках в начале своих 20-х «Привет, мои двадцатые!» в 2016 году и его продолжении в 2017 году.
Начиная с 2017 года, Ынбин снимается в главных ролях. В 2017 году она снялась в юридическом сериале «Судья против судьи», а затем в триллере «Призрачный детектив» в 2018 году.
В 2019—2020 выходит спортивный сериал «Hot Stove League» с участием Ынбин. К финалу драма достигла пика в 20 % (3 % в начале), и выиграла в номинации «Лучшая драма» на 56-й церемонии Baeksang Arts Awards.
В 2020 году Пак сыграла роль скрипачки в музыкальной романтической драме «Тебе нравится Брамс?» и получила награду Top Excellence Actress Award на церемонии SBS Drama Awards в 2020 году.
В 2021 году она сыграла роль наследного принца Ли Хви в исторической драме «Любовь короля». Образ её героини, которая притворяется своим братом, принес ей награду «Лучшая актриса» на церемонии KBS Drama Awards 2021 года и номинацию «Лучшая актриса» на 58-й церемонии Baeksang Arts Awards.
В 2022 году Пак снялась в фильме ужасов Пак Хун Чона «Ведьма: Часть 2. The Other One», продолжении фильма 2018 года «Ведьма: Часть 1. Свержение». В том же году она снялась в фильме «Необычный адвокат У Ён У», сыграв главную роль У Ёну, гениального адвоката с расстройством аутистического спектра. Её выступление было высоко оценено критиками и зрителями.

## Фильмография
| Год       |   | Русское название                                                                                       | Оригинальное название                                                  | Роль                |
| --------- | - | --- | ---------------------------------------------------------------------- | ------------------- |
| 1998      | с | Белые ночи 3.98                                                                                        | 백야 3.98                                                              | Чхве Соён           |
| 1999      | с | Лучший театр MBC: «Строим дом на песке, голова таракана, крокодил и крокодиловая птица, старая любовь» | MBC Best Theater «모래위에 집을짓다,북어대가리, 악어와 악어새, 옛사랑» |                     |
| 1999      | с | Я только знаю любовь                                                                                   | 사랑밖엔 난 몰라                                                       | Чонмин              |
| 2000      | ф | Молитва девушки                                                                                        | 소녀의 기도                                                            | Девочка             |
| 2000      | с | Лучший театр MBC: «Игра Сони, Золотое сияние»                                                          | Оригинальное название неизвестно                                       |                     |
| 2000      | с | Дочь вора                                                                                              | 도둑의 딸                                                              | Чонмин              |
| 2001      | с | Императрица Мёнсон                                                                                     | 명성황후                                                               | Молодая леди Мин    |
| 2001      | с | Торговец                                                                                               | 상도                                                                   | Иппони              |
| 2001      | с | Ангел-хранитель                                                                                        | 수호천사                                                               | Молодая Чон Дасо    |
| 2001      | с | Торговец                                                                                               | 도둑의 딸                                                              | Чонмин              |
| 2001      | с | Театр наших историй «Дневник из альбома для зарисовок Юна»                                             | Оригинальное название неизвестно                                       |                     |
| 2002      | ф | Воспоминания                                                                                           | 메모리즈                                                               |                     |
| 2002      | ф | Президент-романтик                                                                                     | 피아노 치는 대통령                                                     |                     |
| 2002      | с | Я и мой изменившийся папа                                                                              | Оригинальное название неизвестно                                       | Ким Мари            |
| 2002      | с | Горничная на кухне                                                                                     | Оригинальное название неизвестно                                       |                     |
| 2002      | с | Моя любовь Пацци                                                                                       | 내 사랑 팥쥐                                                           | Молодая Ын Хивон    |
| 2002      | с | Тяжкая любовь                                                                                          | 거침없는 사랑                                                          | Молодая Со Кён Чу   |
| 2002      | с | Хрустальная туфелька                                                                                   | 유리구두                                                               | Молодая У Сонхи     |
| 2003      | с | Эпоха воинов                                                                                           | 무인시대                                                               | Королева Сапён      |
| 2003      | с | Принцесса страны                                                                                       | Оригинальное название неизвестно                                       | Молодая Ким Гымхи   |
| 2003      | с | Женщина короля                                                                                         | 왕의 여자                                                              | Сони                |
| 2003      | с | Друг осени                                                                                             | 가을친구                                                               |                     |
| 2004      | ф | Душ закончился?                                                                                        | Оригинальное название неизвестно                                       |                     |
| 2004      | ф | Как сохранить мою любовь                                                                               | 내 남자의 로맨스                                                       |                     |
| 2004      | с | Витражи                                                                                                | 유리화                                                                 | Молодая Син Джису   |
| 2005      | с | Встреча                                                                                                | Оригинальное название неизвестно                                       | Молодая Чхве Омджи  |
| 2005      | с | Воскрешение                                                                                            | 부활                                                                   | Молодая Со Ынха     |
| 2005      | с | Гонконгский экспресс                                                                                   | 홍콩 익스프레스                                                        | Хванхи              |
| 2005      | с | Мечты о захватывающем новом школьном семестре                                                          | Оригинальное название неизвестно                                       | Ми Рэ               |
| 2006      | с | Сеул 1945                                                                                              | 서울 1945                                                              | Мун Сок Гён         |
| 2007      | с | Моя любимая сестра                                                                                     | 누나                                                                   | Мин Чи На           |
| 2007      | с | Встречи с мамами Каннама                                                                               | 강남엄마 따라잡기                                                      | Ли Чи Ён            |
| 2007      | с | Легенда                                                                                                | 태왕사신기                                                             | Молодая Со Гиха     |
| 2007      | с | Сеул 1945                                                                                              | 서울 1945                                                              | Мун Сок Гён         |
| 2007      | с | Лоббист                                                                                                | 로비스트                                                               | Молодая Ю Мунён/Ева |
| 2009      | с | Императрица Чончу                                                                                      | 천추태후                                                               | Молодая Хванбо Соль |
| 2009      | с | Императрица Сондок                                                                                     | 선덕여왕                                                               | Принцесса Борян     |
| 2010      | ф | Душ закончился?                                                                                        | 고死 두번째 이야기 : 교생실습                                          | Нарэ                |
| 2011      | с | Мечтай о большем                                                                                       | 드림하이                                                               | 16-летняя Го Хёсон  |
| 2011      | с | Гибак                                                                                                  | 계백                                                                   | Молодая Ын Ко       |
| 2012      | с | Операция «Предложение»                                                                                 | 드림하이                                                               | Хам Исыль           |
| 2013      | ф | Тайно, сильно                                                                                          | 은밀하게 위대하게                                                      | Юн Ю Ран            |
| 2013      | с | Хур Джун, Оригинальная история                                                                         | 구암 허준                                                              | Ли Дахи             |
| 2014      | с | Секретная дверь                                                                                        | 비밀의 문                                                              | Леди Хёгён          |
| 2016      | с | Конферансье                                                                                            | 딴따라                                                                 | Сухён               |
| 2016      | с | Шоколадный Банк                                                                                        | 초코 뱅크                                                              | Хан Чо Ко           |
| 2016—2017 | с | Привет, мои двадцатые!                                                                                 | 청춘시대                                                               | Сон Дживон          |
| 2016—2017 | с | Папа, я позабочусь о тебе                                                                              | 아버님 제가 모실게요                                                   | О Донхи             |
| 2017—2018 | с | Судья против судьи                                                                                     | 이판, 사판                                                             | Ли Джонджу          |
| 2018      | с | Призрачный детектив                                                                                    | 오늘의 탐정                                                            | Чон Ёуль            |
| 2019—2020 | с | Лига горячих печей                                                                                     | 스토브리그                                                             | Ли Сеён             |
| 2020      | с | Тебе нравится Брамс?                                                                                   | 브람스를 좋아하세요?                                                   | Чхве Сона           |
| 2021      | с | Любовь короля                                                                                          | 브람스를 좋아하세요?                                                   | Ихви/Дами/Ёнсон     |
| 2022      | ф | Ведьма: Часть 2. Другая                                                                                | 마녀(魔女) Part2. The Other One                                        | Кёнхи               |
| 2022      | с | Необычный адвокат У Ён У                                                                               | 이상한 변호사 우영우                                                   | У Ёну               |
| 2023      | с | Дива с необитаемого острова                                                                            | 무인도의 디바                                                          | Со Мокха            |
|           | ф | Бостон 1947                                                                                            | 보스턴 1947                                                            |                     |

### Музыкальные видео
| Год  | Название                       | Исполнитель         |
| ---- | ------------------------------ | ------------------- |
| 2001 | «Doll»                         | Baby V.O.X          |
| 2001 | «Angel’s Prayer»               | N.Gel               |
| 2002 | «Cold»                         | Ли Гичхан           |
| 2002 | «Sad Day»                      | Чон Юндон           |
| 2005 | «Thank You for Loving Me»      | S.Jin               |
| 2007 | «I Still Don’t Know»           | Юнгон               |
| 2009 | «Romantic Winter»              | Ким Джинпхё         |
| 2010 | «I’ll Be There»                | Тхэян               |
| 2010 | «Like a Star»                  | Ким Тхэён & The One |
| 2011 | «Without You»                  | BoM                 |
| 2011 | «You and Me, Heart Fluttering» | Acoustic Collabo    |

### Выступление в роли ведущей
| Год  | Название                              | Примечание |
| ---- | ------------------------------------- | ---------- |
| 2021 | 16th Seoul International Drama Awards | С Чха Ыну  |

## Награды и номинации
| Год  | Награда              | Категория                                                                                   | Фильм/Сериал                                      | Итог      | Ссылки        |
| ---- | -------------------- | ------------------------------------------------------------------------------------------- | ------------------------------------------------- | --------- | ------------- |
| 2007 | SBS Drama Awards     | Лучшая юная актриса                                                                         | Встречи с мамами Каннама                          | Номинация | [ 11 ]        |
| 2009 | KBS Drama Awards     | Лучшая молодая актриса                                                                      | Императрица Чончу                                 | Победа    | [ 12 ]        |
| 2013 | MBC Drama Awards     | Лучшая новая актриса                                                                        | Хур Джун, Оригинальная история                    | Номинация |               |
| 2017 | Korea Drama Awards   | Лучшая новая актриса                                                                        | Папа, я позабочусь о тебе                         | Номинация |               |
| 2017 | MBC Drama Awards     | Премия за выдающиеся достижения, актриса в драме выходного дня                              | Папа, я позабочусь о тебе                         | Номинация |               |
| 2017 | SBS Drama Awards     | Премия за выдающиеся достижения, актриса в драме со среды по четверг                        | Судья против судьи                                | Номинация |               |
| 2017 | SBS Drama Awards     | Лучшая пара                                                                                 | Пак Ын Бин (с Ён У Джином) — Судья против судьи   | Номинация |               |
| 2017 | Seoul Webfest        | Лучшая актриса Кореи                                                                        | Шоколадный Банк                                   | Победа    |               |
| 2018 | KBS Drama Awards     | Премия за выдающиеся достижения, актриса в мини-сериале                                     | Детектив-призрак                                  | Номинация | [ 13 ]        |
| 2019 | Soompi Awards        | Прорывная актриса                                                                           | Детектив-призрак                                  | Номинация | [ 14 ]        |
| 2020 | APAN Star Awards     | Премия «Популярная звезда», Актриса                                                         | Тебе нравится Брамс?                              | Номинация | [ 15 ] [ 16 ] |
| 2020 | APAN Star Awards     | Премия за выдающиеся достижения, актриса в мини-сериале                                     | Лига горячих печей Тебе нравится Брамс?           | Номинация | [ 17 ]        |
| 2020 | Asia Artist Awards   | Премия за популярность (Актриса)                                                            | Пак Ын Бин                                        | Номинация |               |
| 2020 | Grimae Awards        | Лучшая актриса                                                                              | Лига горячих печей                                | Победа    | [ 18 ]        |
| 2020 | SBS Drama Awards     | Высшая награда за выдающиеся достижения, актриса в мини-сериале Фэнтези/Романтическая драма | Тебе нравится Брамс?                              | Победа    | [ 19 ]        |
| 2020 | SBS Drama Awards     | Премия «За выдающиеся достижения», актриса в жанре мини-сериала/остросюжетной драмы         | Лига горячих печей                                | Номинация |               |
| 2020 | SBS Drama Awards     | Лучшая пара                                                                                 | Пак Ын Бин (с Ким Мин Джэ) — Тебе нравится Брамс? | Победа    | [ 20 ]        |
| 2021 | KBS Drama Awards     | Высшая награда за выдающиеся достижения, Актриса                                            | Любовь короля                                     | Победа    | [ 21 ]        |
| 2021 | KBS Drama Awards     | Премия за популярность (Актриса)                                                            | Любовь короля                                     | Победа    | [ 22 ]        |
| 2021 | KBS Drama Awards     | Лучшая пара                                                                                 | Пак Ын Бин (с Роуном) — Любовь короля             | Победа    | [ 22 ]        |
| 2023 | Baeksang Arts Awards | Лучшая актриса                                                                              | Необычный адвокат У Ён У                          | Номинация | [ 23 ]        |
| 2023 | Baeksang Arts Awards | Гран-при                                                                                    | Необычный адвокат У Ён У                          | Победа    | [ 24 ]        |
| 2023 | Visionary Awards     | Visionary 2023                                                                              | Пак Ынбин                                         | Победа    | [ 25 ]        |

## Театр
| Год  | Название                  | Роль | Примечание                     |
| ---- | ------------------------- | ---- | ------------------------------ |
| 2009 | Давным-давно, стоп, стоп… | Жена | Репертуарная компания «Доннан» |

## Дискография
| Название                     | Год  | Альбом                 | Примечание |
| ---------------------------- | ---- | ---------------------- | ---------- |
| «Маленькая любовная история» | 2012 | Операция «Предложение» | [ 27 ]     |